# Яшутино (Тверська область)
Яшутино (рос. Яшутино) — присілок в Торопецькому районі Тверської області Російської Федерації.
Населення становить 26 осіб. Входить до складу муніципального утворення Кудрявцевське сільське поселення.

## Історія
Від 2005 року входить до складу муніципального утворення Кудрявцевське сільське поселення.

## Населення
| 2010 |
| ---- |
| 26   |